# Škumbin Arslani
Škumbin Arslani o Shkumbin Arsllani (in macedone Шкумбин Арслани?; Kičevo, 27 febbraio 1980) è un ex calciatore macedone di etnia albanese, di ruolo difensore.

## Caratteristiche tecniche
Arslani è stato un terzino sinistro.

## Statistiche

### Cronologia presenze e reti in nazionale
| Cronologia completa delle presenze e delle reti in nazionale ― Macedonia | Cronologia completa delle presenze e delle reti in nazionale ― Macedonia | Cronologia completa delle presenze e delle reti in nazionale ― Macedonia | Cronologia completa delle presenze e delle reti in nazionale ― Macedonia | Cronologia completa delle presenze e delle reti in nazionale ― Macedonia | Cronologia completa delle presenze e delle reti in nazionale ― Macedonia | Cronologia completa delle presenze e delle reti in nazionale ― Macedonia | Cronologia completa delle presenze e delle reti in nazionale ― Macedonia |
| Data                                                                     | Città                                                                    | In casa                                                                  | Risultato                                                                | Ospiti                                                                   | Competizione                                                             | Reti                                                                     | Note                                                                     |
| ------------------------------------------------------------------------ | ------------------------------------------------------------------------ | ------------------------------------------------------------------------ | ------------------------------------------------------------------------ | ------------------------------------------------------------------------ | ------------------------------------------------------------------------ | ------------------------------------------------------------------------ | ------------------------------------------------------------------------ |
| 9-2-2003                                                                 | Sebenico                                                                 | Croazia                                                                  | 2 – 2                                                                    | Macedonia                                                                | Amichevole                                                               | -                                                                        | 83’                                                                      |
| 14-2-2003                                                                | Spalato                                                                  | Polonia                                                                  | 3 – 0                                                                    | Macedonia                                                                | Amichevole                                                               | -                                                                        | 46’                                                                      |
| Totale                                                                   |                                                                          | Presenze                                                                 | 2                                                                        |                                                                          | Reti                                                                     | 0                                                                        |                                                                          |

## Palmarès

### Club

#### Competizioni nazionali
- Prva Liga (Macedonia): 1

Rabotnički: 2004-2005
- Kup na Makedonija: 1

Rabotnički: 2008-2009